# 湘南乃風〜REAL RIDERS〜
『湘南乃風〜REAL RIDERS〜』（しょうなんのかぜ・リアルライダーズ）は、2003年7月30日に発売された湘南乃風の1作目のアルバム。

## 概要
- メジャーデビューアルバム。全曲の作曲・編曲はすべて4人で手掛けている。
- 湘南乃風のアルバムの中でメンバー同士のデュオ曲が収録されているアルバムは、現時点では本作だけである。

## 収録曲
1. Intro
2. Wild Speed
（作詞・作曲・編曲:湘南乃風）
3. Real or Fake
（作詞:HAN-KUN / 作曲・編曲:湘南乃風）
SHOCK EYEとHAN-KUNのデュオ曲。
4. Real Riders
（作詞・作曲・編曲:湘南乃風）
アルバムのサブタイトルにもなっている。本作のリードトラック曲であり、PVも制作されている。
5. N.O.S〜New Old Stock〜 feat. NG HEAD
（作詞:RED RICE、NG HEAD / 作曲・編曲:湘南乃風）
RED RICEのソロ楽曲。
NG HEADが参加している。
6. Another World feat. RYO the SKYWALKER
（作詞:HAN-KUN、RYO the SKYWALKER / 作曲・編曲:湘南乃風）
HAN-KUNのソロ楽曲。
RYO the SKYWALKERが参加している。
7. How we get down feat. BOOGIE MAN & VADER
（作詞:若旦那、BOOGIE MAN、VADER / 作曲・編曲:湘南乃風）
若旦那のソロ楽曲。
BOOGIE MANとVADERが参加している。
8. 次へ（作詞:RED RICE / 作曲・湘南乃風）
RED RICEのソロ楽曲。
9. 行かねば feat. TRUTHFUL from FIRE BALL
（作詞:SHOCK EYE、TRUTHFUL / 作曲・編曲:湘南乃風）
SHOCK EYEのソロ楽曲。
FIRE BALLのTRUTHFULが参加している。
10. Ride On Beat
（作詞:SHOCK EYE / 作曲・湘南乃風）
SHOCK EYEのソロ楽曲。
11. 誇り高き戦士〜Pride in the ring〜
（作詞:若旦那 / 作曲・編曲:湘南乃風）
若旦那のソロ楽曲。
12. We Got A Power feat. PRIMAL from MSC & ARK from BACKGAMMON
（作詞:若旦那、RED RICE、PRIMAL、ARK / 作曲・編曲:湘南乃風）
RED RICEと若旦那のデュオ曲。
MSCのPRIMALとBACKGAMMONのARKが参加している。
13. CRY feat. MINMI
（作詞:湘南乃風、MINMI / 作曲・編曲:湘南乃風）
MINMIが参加している。
14. Under The Moonlight〜at the Bord walk〜
（作詞:HAN-KUN / 作曲・編曲:湘南乃風）
HAN-KUNのソロ楽曲。
15. CLASSIC
（作詞・作曲・編曲:湘南乃風）
16. KRAZY MIX mixed by BK
ボーナストラック。
湘南乃風のセレクター、BKが手掛けたMIX。

| スタブアイコン | サブスタブ | この項目は、まだ閲覧者の調べものの参照としては役立たない、アルバムに関連した書きかけの項目です。この項目を加筆・訂正などしてくださる協力者を求めています（P:音楽/PJ:アルバム）。 |